# No-IP
No-IP – darmowy program, który nadaje dynamicznemu adresowi IP stały host.
Program ten umożliwia każdorazową zmianę adresu IP po odłączeniu modemu. Wszystkie błędy wypisywane są w konsoli błędów poniżej listy hostów oraz za pomocą "buziek" (emotikon) przy nazwie hosta.
No-IP przeznaczony jest w szczególności dla użytkowników korzystających z dynamicznie przydzielanych adresów IP, co utrudnia nawiązywanie bezpośredniego połączenia i uruchomienie własnego serwera www, FTP lub podobnych.
Dodatkowo serwis polskojęzycznej wersji programu umożliwia przypisanie do aktualnie używanego adresu IP stałej, niezmiennej nazwy.